# Skijoring nos Jogos Olímpicos de Inverno de 1928

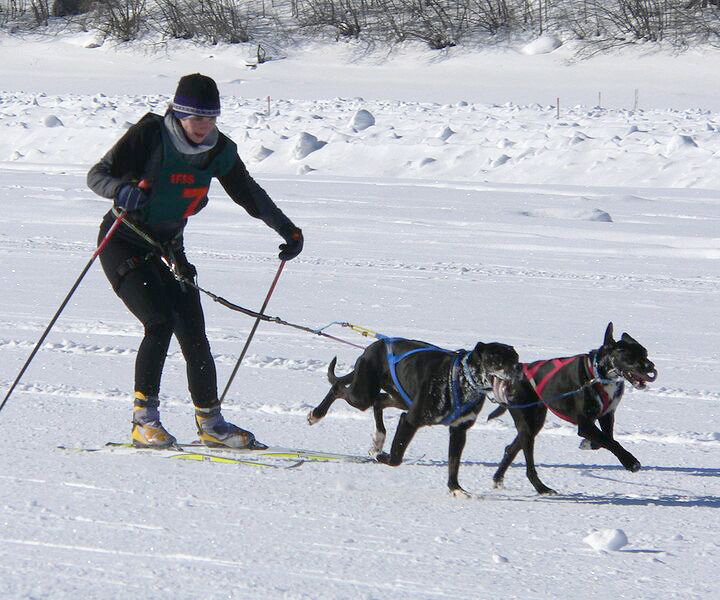
Uma disputa de skijoring com cães

O programa do skijoring nos Jogos Olímpicos de Inverno de 1928 consistiu de apenas uma prova, a masculina. O evento não valeu medalhas. O skijoring é um esporte em que uma pessoa esquia puxada por cães, cavalos ou um veículo a motor. Nos Jogos de Saint Moritz, os esquiadores foram puxados por cavalos.

## Resultados
| Pos. | Atleta           | Cavalo   |
| ---- | ---------------- | -------- |
| 1    | SUI R. Wettstein | Jallange |
| 2    | SUI Torriani     | Loup     |
| 3    | SUI Muckenbrün   | Frania   |